# Dahr Safra
Dahr Safra (tiếng Ả Rập: ضهر صفرا) là một ngôi làng Syria ở huyện Baniyas thuộc tỉnh Tartus. Theo Cục Thống kê Trung ương Syria (CBS), Dahr Safra có dân số 1.019 trong cuộc điều tra dân số năm 2004.